# Aleksander Buksa
Aleksander Buksa (Cracovia, 15 gennaio 2003) è un calciatore polacco, attaccante del Górnik Zabrze.
Nel 2020 è stato inserito dal Guardian nella lista dei migliori sessanta talenti nati nel 2003.

## Biografia
È fratello minore di Adam Buksa, anche lui calciatore professionista.

## Caratteristiche tecniche
È un centravanti molto alto e dotato di una buona tecnica di base. Bravo nel proteggere palla e nelle sponde aeree, la sua principale caratteristica è la freddezza sotto porta.
Nel 2020, è stato inserito nella lista dei migliori sessanta calciatori nati nel 2003, stilata dal quotidiano inglese The Guardian.

## Carriera

### Club
Cresciuto nel settore giovanile del Wisła Cracovia, ha esordito in prima squadra a poco più di sedici anni il 22 aprile 2019 disputando l'incontro di Ekstraklasa perso 3-2 contro il Wisła Płock.
Il 23 agosto 2019 ha realizzato la prima rete in carriera segnando l'ultimo gol del match perso 3-2 contro il Jagiellonia diventando, a 16 anni e 220 giorni, il più giovane marcatore della storia del Wisla, nonché il secondo della storia del campionato polacco alle spalle di Włodzimierz Lubański.
Al termine della stagione 2020-2021, conclusa con appena tredici presenze e zero reti segnate, non gli viene rinnovato il contratto e resta svincolato. Il 1º luglio 2021 viene annunciato ufficialmente il suo passaggio al Genoa. Esordisce con il club (oltre che in Serie A) il 29 agosto seguente, nella sconfitta per 1-2 contro il Napoli.
Il 22 agosto 2022, Buksa passa in prestito ai belgi dell'OH Lovanio. Tuttavia, non avendo trovato sufficiente spazio nella prima parte del campionato, il 27 gennaio 2023 il giocatore fa rientro al Genoa; due giorni dopo, viene girato in prestito allo Standard Liegi, nello stesso campionato, fino al termine della stagione. Qui, viene aggregato alla seconda squadra, militante nella seconda serie belga.
Il 29 giugno 2023, Buksa viene ceduto nuovamente in prestito, questa volta al WSG Swarovski Tirol, squadra della massima serie austriaca.
Un anno più tardi torna in patria, trasferendosi a titolo definitivo al Gornik Zabrze.

### Nazionale
Ha giocato nelle nazionali giovanili polacche Under-15, Under-16, Under-17 ed Under-19.

## Statistiche

### Presenze e reti nei club
Statistiche aggiornate al 18 gennaio 2023.
| Stagione              | Squadra               | Campionato            | Campionato | Campionato | Coppe nazionali | Coppe nazionali | Coppe nazionali | Coppe continentali | Coppe continentali | Coppe continentali | Altre coppe | Altre coppe | Altre coppe | Totale | Totale | Totale |
| Stagione              | Squadra               | Comp                  | Pres       | Reti       | Comp            | Pres            | Reti            | Comp               | Pres               | Reti               | Comp        | Pres        | Reti        | Pres   | Reti   |        |
| --------------------- | --------------------- | --------------------- | ---------- | ---------- | --------------- | --------------- | --------------- | ------------------ | ------------------ | ------------------ | ----------- | ----------- | ----------- | ------ | ------ | ------ |
| 2018-2019             | Wisła Cracovia        | EK                    | 4          | 0          | CP              | 0               | 0               |                    | -                  | -                  |             | -           | -           | 4      | 0      |        |
| 2019-2020             | Wisła Cracovia        | EK                    | 21         | 4          | CP              | 0               | 0               |                    | -                  | -                  |             | -           | -           | 21     | 4      |        |
| 2020-2021             | Wisła Cracovia        | EK                    | 13         | 0          | CP              | 1               | 0               |                    | -                  | -                  |             | -           | -           | 14     | 0      |        |
| Totale Wisla Cracovia | Totale Wisla Cracovia | Totale Wisla Cracovia | 38         | 4          |                 | 1               | 0               |                    | -                  | -                  |             | -           | -           | 39     | 4      |        |
| 2021-2022             | Genoa                 | A                     | 4          | 0          | CI              | 0               | 0               | -                  | -                  | -                  | -           | -           | -           | 4      | 0      |        |
| Totale Genoa          | Totale Genoa          | Totale Genoa          | 4          | 0          |                 | 0               | 0               |                    | -                  | -                  |             | -           | -           | 4      | 0      |        |
| 2022-gen. 2023        | OH Lovanio            | D1                    | 0          | 0          | CB              | 0               | 0               | -                  | -                  | -                  | -           | -           | -           | 0      | 0      |        |
| Totale carriera       | Totale carriera       | Totale carriera       | 42         | 4          |                 | 1               | 0               |                    | -                  | -                  |             | -           | -           | 43     | 4      |        |